# Mai Năng
Mai Năng (1930 – 15 tháng 12 năm 2019) là sĩ quan cao cấp của Quân đội nhân dân Việt Nam, hàm Thiếu tướng, nguyên Tư lệnh Binh chủng Đặc công.

## Cuộc đời
Mai Năng tên thật là Tạ Văn Thiều, sinh năm 1930 tại xã Ngũ Phúc, huyện Kiến Thụy, thành phố Hải Phòng. Ông nhập ngũ từ năm 1950 và tham gia Chiến tranh Việt Nam. Ông là người chỉ huy phân đội trinh sát tìm đường đánh vào sân bay Cát Bi, sau đó trực tiếp chỉ huy một mũi tấn công tham dự trận Cát Bi (7 tháng 3 năm 1954). Năm 1969, ông được phong tặng danh hiệu Anh hùng Lực lượng vũ trang nhân dân đang là đại úy, đội trưởng Đội I đặc công nước Đoàn 126. Trong cuộc chiến tranh Việt Nam, ông đã có công tham gia xây dựng ngành đặc công của hải quân, nghiên cứu phát triển cách đánh mới độc đáo, đạt hiệu suất chiến đấu cao. Chỉ huy Đội 1 đặc công đánh chìm và đánh hỏng 30 tàu đối phương (3 lần Đội được tuyên dương Anh hùng), tham gia chỉ huy Đoàn 126 đánh chìm nhiều tàu địch trên tuyến Cửa Việt – Đông Hà từ 14 đến 28 tháng 4 năm 1975), chỉ huy bộ đội đặc công chiến đấu giải phóng quần đảo Trường Sa.
Sau tháng 4 năm 1975, ông về tham gia Chiến dịch biên giới Tây Nam rồi Chiến tranh biên giới Việt–Trung 1979. Năm 1992, ông được thăng quân hàm Thiếu tướng và bổ nhiệm làm Tư lệnh Binh chủng Đặc công. Sau khi về hưu, ông là Ủy viên Thường vụ Trung ương Hội Cựu chiến binh Việt Nam, Chủ tịch Hội Cựu chiến binh Thành phố Hải Phòng. Ngày 15 tháng 12 năm 2019, ông qua đời tại nhà riêng, thọ 90 tuổi.

## Khen thưởng
- Huân chương Kháng chiến (1 hạng nhất, 1 hạng nhì),
- Huân chương Quân công (1 hạng nhì, 1 hạng ba[3]),
- Huân chương Chiến công (1 hạng nhất, 1 hạng nhì).